# Als (by)
 For alternative betydninger, se Als (flertydig). (Se også artikler, som begynder med Als)
Als er en lille by i Himmerland med 912 indbyggere  (2024), beliggende i Als Sogn. Byen hører til Mariagerfjord Kommune og ligger i Region Nordjylland. Bynavnet siges at stamme fra Alnæs, som betegnede det sydøstre "hjørne" af Himmerland.
Als er beliggende ud til Kattegat på en bakkeø og omgivet af fladt land, oprindeligt som en ø i Litorinahavet. Højeste punkt er Ravnbjerg ind mod land (28 m.o.h.), hvor arkæologer har fundet rester af to 2000 år gamle huse, mens Als Kirke, der er en klassisk romansk kirke fra 1200-tallet, ligger majestætisk i ca. 20 meters højde med udsigt ud mod Kattegat, hvorfra den i århundreder er blevet brugt som sømærke. Øster Hurup Kirke er annekskirke til Als, ligesom de to nabobyer i dag har skolefællesskab om Havbakkeskolen.
Als Sogn med annekssognet Øster Hurup udgjorde frem til kommunalreformen 1970 en sognekommune, der da indgik i Hadsund Kommune, som i 2007 blev en del af Mariagerfjord Kommune.
Landsbyen er samlet omkring gadekæret Flouen, Springvandspladsen og Als Kro og Badehotel (1893), der fortsat i dag har kro-funktionen intakt.

## Byens historie
Fra gammel tid har indbyggerne ernæret sig ved landbrug, småfiskeri og handel. Ud af den lokale smedeforretning voksede industrien Jydsk Knæ- og Pladerør, siden JKF, op med produktion af udsugning og ventilation. I godt 80 år fra 1920 var byen tillige hjemsted for det, der en overgang var områdets største rutebilvirksomhed med mere end 25 busser i rute: Østhimmerlands Rutebiler, senere Thygesen Busser, stiftet af Laurits Madsen og drevet gennem fire generationer af Knud, Uffe og Jørn Thygesen.
Als var et af de sidste steder, hvor afholdsbevægelsen byggede nyt: Så sent som i 1970'erne opførtes en nybygget restauration i Als Havbakker med pragtfuld havudsigt til afløsning af et 90-årigt afholdshotel. Efter en snes års cafeteriadrift måtte man dog give op, og ejendommen er i dag privat.
Omkring århundredeskiftet (1900) blev Als beskrevet således:
Als (1252: Alnes) med Kirke, Præstegd., Skole, Forsamlingshus (opf. 1885), Sparekasse (opr. 29/4 1882; 31/3 1898 var
Sparernes Tilgodehav. 212,226 Kr., Rentef. 4 pCt., Reservef. 11,989 Kr., Antal af Konti 557), Kro med Badehotel, Andelsmejeri (Ravnborg), Teglværk, Vandværk, Mølle og Telefonstation.

## Indbyggertal
| År   | Antal indbyggere |
| ---- | ---------------- |
| 1997 | 916              |
| 2006 | 938              |
| 2007 | 928              |
| 2008 | 936              |
| 2009 | 963              |
| 2010 | 948              |
| 2011 | 932              |
| 2012 | 938              |
| 2015 | 901              |